# Quid pro quo
Quid pro quo es una locución latina que significa literalmente «qué en lugar de qué», es decir, la sustitución de una cosa por otra, «algo por algo» o «algo sustituido por otra cosa»; en latín medieval, también quiproquo.[cita requerida]

## Significado
Es una expresión que originalmente se refería a la confusión producida al usar el pronombre interrogativo/indefinido singular de género neutro quid (en caso nominativo) en lugar de usar quo (en caso ablativo). El sentido original de la locución es, pues, el acto de cometer un error gramatical. Con posterioridad se extendió su uso para indicar un error conceptual, o la confusión entre personas de gran parecido. En el Teatro, y desde la época romana, se convierte en un recurso dramático para crear situaciones de humor y conflicto que se producen por la confusión entre un personaje y otro, o entre un objeto y otro. Es la base, por ejemplo, del argumento de Menaechmi, de Plauto, en la que dos hermanos separados desde la niñez coinciden en Epidamno (en la Antigua Grecia; hoy Dürres, Albania) sin que ellos sepan de su mutua existencia, creándose toda clase de malentendidos. Esta obra es una posible adaptación de Los iguales, de Posidipo, y a su vez dio lugar a otra adaptación en el siglo XVI, La comedia de las equivocaciones, de William Shakespeare.

## El error de pensar quequid pro quoesdo ut des
En ocasiones nos encontramos con un mal uso en español de quid pro quo en lugar de do ut des por una presumible influencia del inglés. En inglés, la expresión quid pro quo comenzó a aplicarse por error para referirse a la reciprocidad en un trato explícito o implícito, en un intercambio de favores, o en cualquier tipo de relación social o interpersonal, especialmente en las negociaciones en las que debe haber beneficios o cesiones equivalentes por cada parte; del modo en que se usan las expresiones castellanas «toma y dame» o «toma y daca» y las expresiones inglesas what for what, give and take y this for that, en lugar de utilizar la locución latina apropiada para este caso, do ut des («doy para que des»).